# Leptonema ranomafana
Leptonema ranomafana är en nattsländeart som beskrevs av Oliver S. Flint Jr. 2000. Leptonema ranomafana ingår i släktet Leptonema och familjen ryssjenattsländor. Inga underarter finns listade i Catalogue of Life.